# Brittany Ishibashi
Pour les articles homonymes, voir Ishibashi (nom).
Brittany Ishibashi est une actrice américaine née le 2 novembre 1980 dans le comté d'Orange en Californie.

## Filmographie

### Cinéma
- 1999 : Chang Gang : Marissa
- 2004 : November : Lim
- 2005 : Undiscovered : la prof de trapèze
- 2006 : Ways of the Flesh : la traductrice
- 2008 : Stone and Ed : Suzy
- 2008 : L'Œil du mal : l'amie de Rachel
- 2010 : The Bannen Way : Stiletto
- 2015 : Everything Before Us : Sara
- 2016 : Bleed : Bree
- 2016 : Ninja Turtles 2 : Karai
- 2017 : L'Affaire Roman J. : Beth
- 2020 : Voyage vers la Lune : lunette bleue
- 2021 : 10 Tricks : Brittany

### Télévision
- 1999 : Felicity : la conseillère (1 épisode)
- 2000 : Charmed : la réceptionniste (1 épisode)
- 2002 : Division d'élite : Allison (1 épisode)
- 2002 : Off centre, appartement 6d : Allison (2 épisodes)
- 2002 : Angel : Vivan (1 épisode)
- 2003 : Miss Match : Jilted Elf (1 épisode)
- 2005 : 24 Heures chrono : Melanie (1 épisode)
- 2005 : Grey's Anatomy : Talia (1 épisode)
- 2005-2006 : D.O.S. - Division des opérations spéciales : Ashley Nakahino (5 épisodes)
- 2006 : Dernier Recours : Sou-Min (2 épisodes)
- 2006 : Les Experts : le livreur de pizza (1 épisode)
- 2006 : The Office : Cindy (1 épisode)
- 2007 : Veronica Mars : Emi (1 épisode)
- 2007 : Journeyman : Melissa Waters (1 épisode)
- 2007 : Nip/Tuck : la fille dans la boîte (1 épisode)
- 2007 : Notes from the Underbelly : la réceptionniste (1 épisode)
- 2008 : No Heroics : Jill (1 épisode)
- 2008-2010 : Supernatural : Maggie Zeddmore (2 épisodes)
- 2009 : Roommates : Heather (1 épisode)
- 2010 : Les demoiselles d'honneur s'en mêlent : Bitsy
- 2010 : Desperate Housewives : Mimi (1 épisode)
- 2010-2011 : Parenthood : Grace Woo (2 épisodes)
- 2010-2011 : Ghostfacers : Maggie Zeddmore (11 épisodes)
- 2011 : Dr House : Mme Corwin (1 épisode)
- 2011 : Facing Kate : Julie Chang (1 épisode)
- 2011 : Mentalist : Ariel Martin (1 épisode)
- 2012 : L'Agence Cupidon : Rita
- 2012 : Political Animals : Anne Ogami (6 épisodes)
- 2012-2013 : Emily Owens, M.D : Dr Kelly Hamata
- 2013 : Bones : Emma Pak (1 épisode)
- 2014 : Castle : Saya Ozu (1 épisode)
- 2014 : Mind Games : Karen (1 épisode)
- 2015 : Satisfaction : Satomi (1 épisode)
- 2015 : Major Crimes : Colleen Dickerhoof (1 épisode)
- 2015-2020 : Grace et Frankie : Erica (5 épisodes)
- 2016 : Young and Hungry : Ella (1 épisode)
- 2016-2017 : This Is Us : Tracy (2 épisodes)
- 2017 : Les Tortues Ninja : Joroguma et Akemi (2 épisodes)
- 2017-2019 : Runaways : Tina Minoru (33 épisodes)
- 2018 : The Affair : Jules (1 épisode)
- 2019 : Mickey et ses amis : Top Départ ! : Kiku (1 épisode)
- 2019 : Hawaii 5-0 : Tamiko Masuda (4 épisodes)